# 1758
| 1758                        |
| --------------------------- |
| Dødsfald - Fødsler          |
| • Begivenheder • Litteratur |

| Gregoriansk kalender | 1758 MDCCLVIII          |
| Ab urbe condita      | 2511                    |
| Armensk kalender     | 1207 ԹՎ ՌՄԷ             |
| Kinesiske kalender   | 4454 – 4455 丁丑 – 戊寅 |
| Etiopisk kalender    | 1750 – 1751             |
| Jødisk kalender      | 5518 – 5519             |
| Hindukalendere       |                         |
| - Vikram Samvat      | 1813 – 1814             |
| - Shaka Samvat       | 1680 – 1681             |
| - Kali Yuga          | 4859 – 4860             |
| Iransk kalender      | 1136 – 1137             |
| Islamisk kalender    | 1172 – 1173             |

Konge i Danmark: Frederik 5. 1746-1766
Se også 1758 (tal)

## Begivenheder
- 25. november - engelske tropper erobrer Senegal

## Født
- 6. maj – Maximilien Robespierre, fransk revolutionær (død 1794)
- 16. oktober – Noah Webster, amerikansk leksikograf, som udgiver det første amerikanske dictionary, "An American Dictionary of the English Language", kendt som "Webster's dictionary". Han dør i 1843.
- 16. november – Peter Andreas Heiberg, dansk forfatter og filolog (død 1841).

## Dødsfald
- 5. november – Hans Egede, præst, biskop over Grønland, missionær og opdagelsesrejsende, dør i København, 72 år gammel.
- 20. november – Johan Helmich Roman, svensk komponist. 64 år.